# 馬路須加學園4
《馬路須加學園4》（日语：マジすか学園4），日本電視台（每週星期一24:59 - 25:29 、JST）由島崎遙香和宮脇咲良雙掛主演的電視劇。《馬路須加學園系列》的第四作。

### 概要
過去馬路須加學園系列電視劇皆是由東京電視台負責製作，而本季則轉為由日本電視台製作。同時，主要成員和角色設定也有大幅度的改變，主角由新加入的宮脇咲良與前作的島崎遙香共同擔任（雙主演），在其他主要角色的選角方面皆以當時AKB48集團中的年輕成員為主，而故事舞台設定則回歸至馬路須加學園1和2的不良學園設定，更有前作出場的角色登場。不同的是主要敵對學校由矢場久根女子商業高校變為激尾古高校(護理科)，並由NMB48的雙王牌（W Ace）山本彩和渡邊美優紀出演敵對學校的正副領導人。故事內容與主演名單則在2015年1月2日，於日本電視台的AKBINGO攝影棚中以特別節目的方式公開發表。

### 登場人物

#### 馬路須加女學園
主角
櫻 - 宮脇咲良
外表是優等生的不良少女，來自鹿兒島的謎之轉校生，二年級生，目標是奪下馬路須加女學園的頂點。常去南的店吃飯，聽她訴說馬路女的事由。
小時候櫻曾經被親生爸爸拋棄。
轉校前為志恵唐鹿女子商業的學生
鹽 - 島崎遙香
吹奏部部長，唯我獨尊。
打倒所有阻擋她的敵人。對頂點絲毫沒有興趣，打架純粹想解悶。
期待櫻爬上來與她本身決鬥。
最強武鬥集團喇叭叭（吹奏部）（三年級生）
喇叭叭四天王
- 京八橋（おたべ） - 橫山由依

前吹奏部部長，馬路須加學園2時的留級生，留級原因不明，若提到她為什麼留級會生氣，且由於留級的關係所以制服也保持原樣，其他學生的衣領是白色，只有她的衣領是黑色，在四天王之中聚有最高的領導能力和甚高的拳腳水準，ACE級別。
- 笨蛋 - 川榮李奈

人如其名是個笨蛋，但擁有強悍的蠻力，屬top級別。
- 瑜伽 - 入山杏奈

身體很柔軟，擅長利用身體的柔韌性戰鬥，在四天王之中的拳腳水準屬一屬二，屬於大top級別。
- Magic（マジック） - 木崎由里亞

特點是用魔術將敵人玩弄於股掌之間，擅長踹擊，但拳腳水平僅中上，屬top級別。
火鍋組（チーム火鍋）（二年級生）
二年級生中最強的團體
- 魚眼 - 高橋朱里
- 超超醜女（ドドブス） - 加藤玲奈
- 小屁孩（クソガキ） - 大島涼花
- 次世代（ジセダイ） - 向井地美音
- 憲法 - 內山奈月

一年級生中最強的組合
- 剃刀 - 小嶋真子

“剃刀”綽號由來是因為劈擊的掌法很快，被她擊中的話臉上就會變得傷痕累累。
-  - 大和田南那

綽號由來是因為不論受到什麼攻擊，最後都能像是毫髮無傷般的再次站起，就像僵屍一樣。
其他學生（馬路須加）
- 政宗 - 岩田華怜
- 醜愛 - 中西智代梨
- 夜來 - 土保瑞希
- 毒蘋果（ドクリンゴ） - 村山彩希
- 僵硬 - 岡田奈奈
- 巨乳 - 橋本耀
- 流利 - 野澤玲奈
- 左 - 福岡聖菜
- 不良豆奈（ヤンズナ） - 伊豆田莉奈
- 杏鮑菇（エリンギ） - 橫島亞衿
- 小姐 - 名取稚菜
- 黑船 - 平田梨奈
- 甜蜜 - 後藤萌咲
- 飯馬 - 飯野雅
- 梅田 - 梅田綾乃
- 太妹 - 相笠萌
- Over（オーバー） - 西野未姬

#### 激尾古高校(護理科)
三年級生
- 安東尼奧（アントニオ） - 山本彩

總長，說得一口關西腔，是一個性格冷酷的角色，角色姓名則取自「安東尼奧·豬木」，也帶有吐槽山本彩下巴的涵義在。
- 媚娘- 渡邊美優紀

副總長，會帶著笑容痛毆對方，是一個讓低年級生感到恐懼的存在。
二年級生
- 釣師 - 須田亞香里
- KY - 谷真理佳

KY是日文的縮寫，意思是不懂察言觀色的人，同時也是此角色在劇中的特徵。
- 雜魚老大（ザコボス）- 松村香織

最凶組合(二年級生)
- 白菊花（シロギク） - 白間美瑠
- 黑薔薇（クロバラ） - 矢倉楓子

其他學生(激尾古)
- 天后 - 古畑奈和
- 打入 - 近藤里奈
- 大眼 - 上西恵
- 170（170） - 田中菜津美
- 西伯利亞（シベリア） - 村重杏奈
- 膽量 - 薮下柊
- 肚 - 門脇佳奈子
- 井尻 - 井尻晏菜

#### 亞粗美菜
- 南 - 高橋南

餐廳「亞粗美菜」店長，馬路須加女學園畢業生，而店名則是取自高橋南的名言的漢字諧音。

#### 客串
第1話
- Kojiharu- 小嶋陽菜

高利貸放債人之妻，馬路須加女學園畢業生，被學妹尊稱為「Kojiharu輩前」。
作為喇叭叭前四天王之一，外貌更與馬路須加學園1、2時的「鳥居」相似，但劇情未提及是否為同一人。
- 醜聞 - 指原莉乃

留級之三年級生，與火鍋組關係友好。曾停學兩年，隨後轉學至福岡，再轉回馬路須加學園。
外貌和衣著與馬路須加學園1、2時的「宅姐」一樣，制服衣領更是與京八橋一樣，維持舊款的黑色。後在前傳馬路須加學園0中確定自東京轉學至福岡的「上女」即為「宅姐」改名，「醜聞」與其很有可能是同一人。
第6話
- 鬼塚達摩 - NaChu

第9話
- Center - 松井珠理奈

第10話
- 老鼠(鼠女) - 渡邊麻友

### 播放日・收視率
| 各集  | 日期          | 劇本     | 導演     | 收視率 |
| ----- | ------------- | -------- | -------- | ------ |
| 第1集 | 2015年1月19日 | 山岡潤平 | 岩本仁志 | 5.2%   |
| 第2集 | 2015年1月27日 | 山岡潤平 | 岩本仁志 | 4.4%   |
| 第3集 | 2015年2月3日  | 徳永友一 | 岩本仁志 | 4.2%   |
| 第4集 | 2015年2月10日 | 山岡潤平 | 山下學美 | 4.6%   |

## 作品變遷
| 日本電視台 週二0:59 - 1:29  | 日本電視台 週二0:59 - 1:29     | 日本電視台 週二0:59 - 1:29 |
| --------------------------- | ------------------------------ | -------------------------- |
|                             | 馬路須加學園4 （2015.1.19 - ） |                            |
| マンスリーTV （不定期節目） | -                              |                            |

## 外部連結
- 馬路須加學園4 （页面存档备份，存于）